# Забродський Андрій Георгійович
Андрій Георгійович Забродський (нар.. 26 червня 1946, Херсон, Українська РСР СРСР) — радянський і російський фізик. Доктор фізико-математичних наук, професор. Академік РАН (2016). Один з провідних вчених Фізико-технічного інституту ім. А. Ф. Йоффе Російської Академії наук у Санкт-Петербурзі, директор Інституту у 2003—2017 роках.

## Біографія
Андрій Забродський народився в 1946 році в Херсоні.
У 1970 році з відзнакою закінчив факультет радіоелектроніки Ленінградського політехнічного інституту за спеціальністю «радіофізика і електроніка» (спеціалізація «квантова електроніка»). Дипломну роботу, присвячену дослідженню просторового випромінювання гетеролазерів, написав у керованому Жоресом Алфьоровим секторі Фізико-технічного інституту імені А. Ф. Йоффе (ФТІ). Після навчання був призваний на службу до лав Радянської армії на посаді інженер-лейтенанта (1970—1972).
З 1972 року — у Фізико-технічного інституту ім. А. Ф. Йоффе. Після навчання в аспірантурі працював інженером (1975—1978), молодшим науковим співробітником (1978—1983), старшим науковим співробітником (1983—1989). У 1975 році захистив дисертацію на здобуття наукового ступеня кандидата наук, у 1987 році — доктора фізико-математичних наук. З 1989 року обіймає посаду завідувачем лабораторії «Нерівноважні процеси в напівпровідниках». З 2003 року до кінця 2017 року обіймав посаду директора ФТІ.
У 2008 році обраний членом-кореспондентом, а в 2016 році — академіком Російської академії наук (РАН); у 2017—2022 роках входив до складу Президії РАН.

## Наукова діяльність
З 1970-х років Андрій Забродський працював у галузі фізики невпорядкованих систем: займався вивченням їх низькотемпературних властивостей — проблемою ефекту перемикання, потім — стрибкової провідності і переходу метал-ізолятор. У його роботах було встановлено, зокрема, природу електронного ефекту перемикання в компенсованих напівпровідниках, доведено існування кулонівської щілини в ізоляторному стані речовини і те, що перехід ізолятор-метал у компенсованих напівпровідниках носить характер фазового переходу другого роду і супроводжується вибухом кулонівської щілини.
У 1980-х роках брав участь (спільно з державним оптичним інститутом) у розробці перших вітчизняних глибокоохолоджуваних болометрів, розвинув напрямок діагностики надпровідних матеріалів на основі дослідження ефектів магнітозалежного субміліметрового поглинання.
У 1980-1990-ті роки Андрій Забродський запропонував і розвинув метод спектроскопії електронних станів у германії на основі дослідження кінетики його нейтронного легування, обумовленої реакцією захоплення орбітального електрона 71Ge-71Ga; метод був використаний як у напівпровідниковій, так і в ядерно-фізичній галузях.
У 2004 році організував у ФТІ і очолив напрямок, пов'язаний з розробленням мікро — і нанотехнологій для водневої енергетики.
Автор та співавтор понад 180 наукових праць.

## Педагогічна та організаційна діяльність
Керує науковою школою у Фізико-технічному інституті імені А. Ф. Йоффе Російської Академії наук. З 1993 року — за сумісництвом професор кафедри експериментальної фізики Санкт-Перербурзького політехнічного інституту. Викладає загальний курс фізики, організував навчальний семінар за цим курсом. У 2005 році заснував і очолив кафедру фізики та сучасних технологій твердотільної електроніки в Санкт-Петербурзькому державному електротехнічному університеті (СПбДЕУ).
Андрій Забродський — член спеціалізованої вченої ради при СПбДЕУ. Підготував трьох кандидатів наук. Член Президії Санкт-Петербурзького наукового центру РАН

## Нагороди та премії
Нагороджений знаком «Винахідник СРСР» (1986).
Удостоєний премії Ради Міністрів СРСР у складі авторського колективу за розробку і впровадження перетворювачів кріогенних температур (1988).

## Основні наукові праці
- Забродский А. Г., Зиновьева К. Н., Низкотемпературная проводимость и переход металл-диэлектрик в компенсированном n-Ge [Архівовано 6 листопада 2016 у Wayback Machine.] // ЖЭТФ. 1984. Т. 86, № 2. С. 727—742.
- Забродский А. Г., Алексеенко М. В., Исследование кинетики нейтронного легирования германия: характеристики материалаи определение ядерно-физических постоянных // ФТП. 1969. Т. 275 № 11/12. С. 2033—2054.
- Zabrodskii A.G., Andreev A.G., Anomalously narrow (multielectron) Coulomb gap // In: 22-nd Intern. Conf. Phys. Semicond., Vancouver, Canada, 1994, MoPo42.